# Landkreis Ludwigslust-Parchim
Landkreis Ludwigslust-Parchim er en landkreis i den sydvestlige del af den tyske delstat Mecklenburg-Vorpommern.

## Tidligere landkreise
Landkreisen opstod i 2011, da Landkreis Parchim og Landkreis Ludwigslust blev slået sammen til én landkreis. 

## Planlægningsregion
Landkreisen udgør planlægningsområdet Landkreis "Südwestmecklenburg" (Sydvest-Mecklenburg). Sammen med Landkreis Nordwestmecklenburg og delstatens hovedstad Schwerin indgår Landkreis Ludwigslust-Parchim i planlægningsregionen "Westmecklenburg" (Vest-Mecklenburg).
Før 2007 var der planer om at danne en stor landkreis i Vest-Mecklenburg. En sådan kreis skulle bestå af Landkreisene Parchim, Ludwigslust og Nordwestmecklenburg samt af byerne Wismar og Schwerin. Nogle andre landkreise i Mecklenburg-Vorpommern kom med indsigelser, og sagen blev prøvet ved delstatens forfatningsdomstol i Greifswald. Den 26. juli 2007 nedlagde domstolen forbud mod den store kreis, I stedet nøjes man med at slå to landkreise sammen i 2011.

## Alternative navne
Under planlægningen blev den kommende kreis kaldt for "Landkreis Südwestmecklenburg". Dette navn kom dog ikke på stemmesedlen. Ved en folkeafstemning den 4. september 2011 stemte 55,4 procent for "Landkreis Ludwigslust-Parchim". Alternativet var "Landkreis Parchim-Ludwigslust".

## Byer og kommuner
(Indbyggertal pr.  2018-12-31
)
Amtsfrie kommuner
1. Boizenburg/Elbe, Stadt * (10724)
2. Hagenow, Stadt * (12137)
3. Lübtheen, Stadt (4766)
4. Ludwigslust, Stadt * (12233)
5. Parchim, Stadt * (18037)

Amter med tilhørende byer og kommuner

* markerer amtets administrationsby
| - 1. Amt Boizenburg-Land (7140) [Amtssæde: Boizenburg/Elbe] 1. Bengerstorf (547) 2. Besitz (453) 3. Brahlstorf (672) 4. Dersenow (462) 5. Gresse (724) 6. Greven (739) 7. Neu Gülze (756) 8. Nostorf (640) 9. Schwanheide (734) 10. Teldau (990) 11. Tessin b. Boizenburg (423) - 2. Amt Crivitz (24992) 1. Banzkow (2769) 2. Barnin (485) 3. Bülow (323) 4. Cambs (624) 5. Crivitz, Stadt * (4892) 6. Demen (855) 7. Dobin am See (1956) 8. Friedrichsruhe (869) 9. Gneven (360) 10. Langen Brütz (480) 11. Leezen (2219) 12. Pinnow (1929) 13. Plate (3324) 14. Raben Steinfeld (1049) 15. Sukow (1491) 16. Tramm (915) 17. Zapel (452) - 3. Amt Dömitz-Malliß (8517) 1. Dömitz, Stadt * (3009) 2. Grebs-Niendorf (540) 3. Karenz (232) 4. Malk Göhren (403) 5. Malliß (1080) 6. Neu Kaliß (1969) 7. Vielank (1284) - 4. Amt Eldenburg Lübz (12299) 1. Gallin-Kuppentin (477) 2. Gehlsbach (507) 3. Gischow (Ugyldig Metadata-Nøgle 13076043) 4. Granzin (430) 5. Kreien (372) 6. Kritzow (450) 7. Lübz, Stadt * (6342) 8. Marnitz (Ugyldig Metadata-Nøgle 13076095) 9. Passow (679) 10. Siggelkow (842) 11. Suckow (Ugyldig Metadata-Nøgle 13076132) 12. Tessenow (Ugyldig Metadata-Nøgle 13076137) 13. Werder (349) - 5. Amt Goldberg-Mildenitz (6543) 1. Dobbertin (1104) 2. Goldberg, Stadt * (3448) 3. Mestlin (767) 4. Neu Poserin (488) 5. Techentin (736) | - 6. Amt Grabow (10884) 1. Balow (322) 2. Brunow (306) 3. Dambeck (272) 4. Eldena (1158) 5. Gorlosen (483) 6. Grabow, Stadt * (5633) 7. Karstädt (609) 8. Kremmin (233) 9. Milow (374) 10. Möllenbeck (178) 11. Muchow (272) 12. Prislich (700) 13. Zierzow (344) - 7. Amt Hagenow-Land (8516) [Sitz: Hagenow] 1. Alt Zachun (364) 2. Bandenitz (456) 3. Belsch (230) 4. Bobzin (265) 5. Bresegard bei Picher (290) 6. Gammelin (476) 7. Groß Krams (181) 8. Hoort (583) 9. Hülseburg (153) 10. Kirch Jesar (634) 11. Kuhstorf (728) 12. Moraas (493) 13. Pätow-Steegen (397) 14. Picher (645) 15. Pritzier (405) 16. Redefin (538) 17. Setzin (Ugyldig Metadata-Nøgle 13076123) 18. Strohkirchen (319) 19. Toddin (Ugyldig Metadata-Nøgle 13076139) 20. Warlitz (432) - 8. Amt Ludwigslust-Land (8353) [Amtssæde: Ludwigslust] 1. Alt Krenzlin (754) 2. Bresegard bei Eldena (205) 3. Göhlen (582) 4. Groß Laasch (985) 5. Leussow (Ugyldig Metadata-Nøgle 13076084) 6. Lübesse (721) 7. Lüblow (571) 8. Rastow (1904) 9. Sülstorf (815) 10. Uelitz (449) 11. Warlow (483) 12. Wöbbelin (884) - 9. Amt Neustadt-Glewe (7946) 1. Blievenstorf (434) 2. Brenz (503) 3. Neustadt-Glewe, Stadt * (7009) | - 10. Amt Parchimer Umland (8229) [Sitz: Parchim] 1. Domsühl (1337) 2. Groß Godems (393) 3. Karrenzin (550) 4. Lewitzrand (1413) 5. Obere Warnow (775) 6. Rom (793) 7. Spornitz (1246) 8. Stolpe (333) 9. Ziegendorf (627) 10. Zölkow (762) - 11. Amt Plau am See (8065) 1. Barkhagen (622) 2. Ganzlin (1406) 3. Plau am See, Stadt * (6037) - 12. Amt Sternberger Seenlandschaft (12202) 1. Blankenberg (380) 2. Borkow (413) 3. Brüel, Stadt (2554) 4. Dabel (1379) 5. Hohen Pritz (353) 6. Kloster Tempzin (557) 7. Kobrow (402) 8. Kuhlen-Wendorf (791) 9. Mustin (376) 10. Sternberg, (4157) 11. Weitendorf (381) 12. Witzin (459) - 13. Amt Stralendorf (11742) 1. Dümmer (1502) 2. Holthusen (918) 3. Klein Rogahn (1320) 4. Pampow (3041) 5. Schossin (237) 6. Stralendorf * (1377) 7. Warsow (654) 8. Wittenförden (2541) 9. Zülow (152) - 14. Amt Wittenburg (9236) 1. Wittenburg, Stadt * (6313) 2. Wittendörp (2923) - 15. Amt Zarrentin (10057) 1. Gallin (569) 2. Kogel (675) 3. Lüttow-Valluhn (845) 4. Vellahn (2776) 5. Zarrentin am Schaalsee, Stadt * (5192) |